# Carex allivescens
Espèce
Classification phylogénétique
Carex allivescens est une espèce de plantes du genre Carex et de la famille des Cyperaceae.